# Dvory nad Žitavou
Dvory nad Žitavou é um município da Eslováquia, situado no distrito de Nové Zámky, na região de Nitra. Tem 63,85 km² de área e sua população em 2018 foi estimada em 5.044 habitantes.

## Demografia
| Ano:        | 1994 | 2004   | 2014   | 2024   |
| ----------- | ---- | ------ | ------ | ------ |
| Broj ljudi: | 5030 | 5110   | 5163   | 4979   |
| Razlika:    |      | +1,59% | +1,03% | -3,56% |

| Ano:               | 2023 | 2024   |
| ------------------ | ---- | ------ |
| Número de pessoas: | 4947 | 4979   |
| Diferença:         |      | +0,64% |